# Nemacheilus selangoricus
Nemacheilus selangoricus är en fiskart som beskrevs av Duncker, 1904. Nemacheilus selangoricus ingår i släktet Nemacheilus och familjen grönlingsfiskar. IUCN kategoriserar arten globalt som otillräckligt studerad. Inga underarter finns listade i Catalogue of Life.